# Csatlós János
Csatlós János (Rákosszentmihály, 1920. május 16. – Österhaninge, 1993. április 27.) műfordító.

## Életútja
1943-ban szerzett diplomát a Királyi Magyar Pázmány Péter Tudományegyetemen francia, német és latin nyelvből és irodalomból. Az Új Magyar Könyvkiadónál helyezkedett el szerkesztőként, ott dolgozott egészen 1956-ig, amikor a forradalom leverése után Svédországba emigrált. Itt újból diplomát szerzett, hogy munkát kaphasson. 1964-től 1985-ös nyugdíjazásáig latint, németet és franciát tanított svéd középiskolákban.

## Munkássága
Az 1950-es években francia regényeket fordított magyarra, az 1960-as, 1970-es és 1980-as években magyar irodalmi műveket ültetett át svéd nyelvre, az 1970-es évek második felétől haláláig a svéd irodalmat közvetítette a magyar olvasóknak.

## Fontosabb fordításai magyarra
- Alexandre Dumas: A három testőr, Szépirodalmi Könyvkiadó, 1956
- Jules Verne: Nyolcvan nap alatt a Föld körül, Móra Ferenc Könyvkiadó, 1957
- Szédítő táj: Tizenegy svéd költő, Európa Könyvkiadó, 1974
- Megzavart nyugalom: Svéd elbeszélők, Európa, 1977
- Sven Delblanc: Heréltek, Európa, 1977
- Artur Lundkvist: Az ég akarata, Európa, 1978
- Eyvind Johnson: Kegyes urunk, Carolus, Európa, 1978
- Sven Delblanc: Kirándulások, Európa, 1980
- Sara Lidman: Hallja a te szolgád, Európa, 1983
- Sven Delblanc: Speranza, Európa, 1983
- Karl Vennberg: Utolsó jelentés Sziszifuszról, Európa, 1986
- Lars Gustafsson: Egy méhész halála, Európa, 1986
- Sven Delblanc: Primavera, Európa, 1986
- Sven Delblanc: Jeruzsálem éjszakája, Európa, 1986
- Torgny Lindgren: Bethsabé, Európa, 1989

## Fontosabb fordításai svédre
- Magda Szabó: Rådjuret (Az őz), Gebers, 1967
- Magda Szabó: I all oskuld (Pilátus), Gebers, 1968
- Magda Szabó: 1 Mos. 22 (Mózes egy, huszonkettő), Gebers, 1969
- Ferenc Juhász: Kärleken till världsalltet (A mindenség szerelme), Coeckelberghs, 1976
- Lajos Kassák: Hästen dör, fåglarna flyger ut (A ló meghal a madarak kirepülnek), FIB:s lyrikklubb, 1979
- Gyula Illyés: Ögon skrämda men trotsiga: valda dikter (válogatott versek), Bonniers, 1981
- László Nagy: Den gröna ängeln (A Zöld Angyal), Bonniers, 1986
- Péter Esterházy: Hjärtats hjälpverb (A szív segédigéi), Norstedts, 1988
- Sándor Csoóri: Med en grön kvist i min hand (Kezemben zöld ág), Bonniers, 1990

## Díjai
- Svenska Akademiens tolkningspris (1976)
- De Nios översättarpris (1980)
- Stiftelsen Natur & Kulturs översättarpris (1992)

## Fordítás
- Ez a szócikk részben vagy egészben  a   János Csatlós című svéd Wikipédia-szócikk ezen változatának fordításán alapul.  Az eredeti cikk szerkesztőit annak laptörténete sorolja fel. Ez a jelzés csupán a megfogalmazás eredetét és a szerzői jogokat jelzi, nem szolgál a cikkben szereplő információk forrásmegjelöléseként.